# 기와나미 신호장
기와나미 신호장(일본어: 際波信号場)은 일본 야마구치현 우베시에 위치한 서일본 여객철도 우베 선의 신호장이다.

## 개요
예전엔 우베 선 우베코 역과 미네 선 미네역 사이에서는 24시간 체제로 석탄 · 석회석 수송의 화물 열차가 운행되고 있어서, 우베코 역과의 화물 취급량이 일본 제일이었던 당시는 신호장에서의 이합 열차도 다수 있었지만, 화물 열차가 폐지되었던 현재는 아침 통근 시간대에 여객 열차가 다수 이합을 행할 정도이다.

## 구조
이와하나역 - 우베역 사이에 위치한 2선 구조의 신호장.
언뜻 보기에 1선 통과 구조에 의해 보이지만, 전열차와도 진행 방향 좌측의 선로를 사용하고 있기 때문에, 이와하나 역 방면의 열차는 분기선으로 통과하기 때문에, 전후로 감속한다.

## 주변
경작지 및 단지가 넓다. 요 몇년, 평행하는 야마구치 현도 29호 우베후나키 선에 따라서 중심으로 시가지화가 진전하고 있지만, 우베 역 근처도 있어, 역으로 승격하는 등을 행동도 보여주고 있다.

## 인접 역
| 서일본 여객철도 우베 선  | 서일본 여객철도 우베 선 | 서일본 여객철도 우베 선 |
| ------------------------ | ----------------------- | ----------------------- |
| 이와하나 신야마구치 방면 | ■ 우베 선               | 우베 우베 방면          |